# Informazioni su

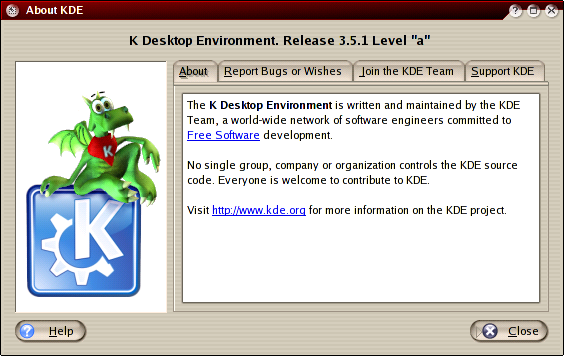
Informazioni su KDE 3.5.1

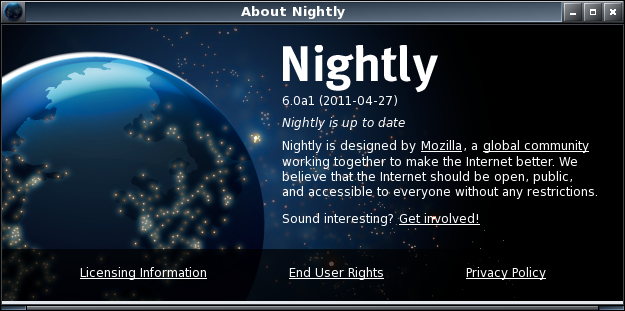
Informazioni su Mozilla Firefox 6 Nightly.

Informazioni su (traduzione di About) è una finestra di dialogo che fornisce informazioni sul software e sui suoi autori. Può contenere dettagli sulla versione e sulla licenza del prodotto.
La funzionalità è stata inizialmente inserita nei programmi di Mac OS. Nel sistema operativo Microsoft Windows è in genere posizionato nel menu "Aiuto".